# Mikroregiony ve Středočeském kraji
Mikroregiony jsou regiony malého geografického měřítka. V Středočeském kraji byly zakládány od roku 1995 a jejich celkový počet je 79.
| Název                                                | Sídlo                        | Okres                                     | Účel |
| ---------------------------------------------------- | ---------------------------- | ----------------------------------------- | --- |
| Dobrovolný svazek obcí Drábské světničky             | Mnichovo Hradiště            | Mladá Boleslav                            | rozvoj mikroregionu                                                                                           |
| Dobrovolný svazek obcí Pečecký region                | Pečky                        | Kolín, Nymburk                            | celkový rozvoj mikroregionu, ÚP, životní prostředí, cestovní ruch                                             |
| Dobrovolný svazek obcí VeltrusDominio                | Veltrusy                     | Mělník                                    | zkvalitnění života v kraji, získávání peněz z EU                                                              |
| DSO - Mikroregion povodí Bakovského potoka           | Zlonice                      | Kladno                                    | celkový rozvoj mikroregionu, ÚP, infrastruktura, životní prostředí, cestovní ruch                             |
| DSO Kladensko a Slánsko                              | Kačice                       | Kladno                                    | celkový rozvoj mikroregionu, ÚP, infrastruktura, životní prostředí, cestovní ruch                             |
| DSO Klejnárka                                        | Církvice                     | Kutná Hora                                | rozvoj mikroregionu                                                                                           |
| Mikroregion Cerhovicko                               | Cerhovice                    | Beroun                                    | rozvoj mikroregionu, ochrana ŽP                                                                               |
| Mikroregion Baba                                     | Kosmonosy                    | Mladá Boleslav                            | celkový rozvoj mikroregionu, ÚP, životní prostředí                                                            |
| Mikroregion Blaník                                   | Louňovice pod Blaníkem       | Benešov                                   | celkový rozvoj mikroregionu, cestovní ruch                                                                    |
| Mikroregion Čáslavsko                                | Čáslav                       | Kutná Hora, Praha-východ                  | spolupráce, integrace, vytváření silnějších celků                                                             |
| Mikroregion Český Kras - Pláně                       | Třebotov                     | Beroun, Praha-západ                       | rozvoj mikroregionu, ÚP, životní prostředí, cestovní ruch                                                     |
| Mikroregion Český smaragd                            | Trhový Štěpánov              | Benešov                                   | celkový rozvoj mikroregionu, cestovní ruch,                                                                   |
| Mikroregion Čistá - Senomaty                         | Senomaty                     | Rakovník                                  | celkový rozvoj mikroregionu, životní prostředí, cestovní ruch                                                 |
| Mikroregion Dolnobřežansko                           | Dolní Břežany                | Praha-západ                               | celkový rozvoj mikroregionu, cestovní ruch                                                                    |
| Mikroregion Dubina                                   | Kluky                        | Kutná Hora                                | koordinace území, inv.akce                                                                                    |
| Mikroregion Džbány - svazek obcí                     | Votice                       | Benešov                                   | rozvoj mikroregionu, ÚP, infrastruktura, ŽP, cestovní ruch                                                    |
| Mikroregion Horymír                                  | Svinaře                      | Beroun                                    | v rozsahu uvedeném v § 50 zákona č. 128/2000 Sb.                                                              |
| Mikroregion Hořovicko                                | Hořovice                     | Beroun                                    | celkový rozvoj mikroregionu, ÚP, infrastruktura, životní prostředí, cestovní ruch                             |
| Mikroregion Hudlicko                                 | Hudlice                      | Beroun                                    | celkový rozvoj mikroregionu, ÚP, infrastruktura, životní prostředí, cestovní ruch                             |
| Mikroregion Chlum                                    | Dobrovice                    | Mladá Boleslav                            | rozvoj mikroregionu, životní prostředí, cestovní ruch                                                         |
| Mikroregion CHOPOS                                   | Chotýšany                    | Benešov                                   | celkový rozvoj mikroregionu, cestovní ruch                                                                    |
| Mikroregion Klonk                                    | Tmáň                         | Beroun                                    | celkový rozvoj mikroregionu                                                                                   |
| Mikroregion Kutnohorsko                              | Kutná Hora                   | Kutná Hora                                | inv. akce, cest. ruch                                                                                         |
| Mikroregion Malé Posázaví                            | Chocerady                    | Benešov, Praha-východ                     | celkový rozvoj mikroregionu, cestovní ruch                                                                    |
| Mikroregion Nymbursko                                | Nymburk                      | Nymburk                                   | rozvoj mikroregionu                                                                                           |
| Mikroregion Od Okoře k Vltavě                        | Velké Přílepy                | Mělník, Praha-západ                       | celkový rozvoj mikroregionu, cestovní ruch                                                                    |
| Mikroregion Podblanicko                              | Vlašim                       | Benešov                                   | celkový rozvoj mikroregionu, cestovní ruch                                                                    |
| Mikroregion Poděbradské Polabí                       | Poděbrady                    | Nymburk                                   | rozvoj mikroregionu                                                                                           |
| Mikroregion Polabský Luh                             | Kolín                        | Kolín, Nymburk                            | celkový rozvoj mikroregionu, životní prostředí, cestovní ruch                                                 |
| Mikroregion Posázavský kruh                          | Zruč nad Sázavou             | Kutná Hora                                | celkový rozvoj mikroregionu, cestovní ruch                                                                    |
| Mikroregion Středokluky a okolí                      | Středokluky                  | Kladno, Praha-západ                       | celkový rozvoj mikroregionu, cestovní ruch                                                                    |
| Mikroregion Svatojiřský les                          | Loučeň                       | Nymburk                                   | zkvalitnění života v kraji                                                                                    |
| Mikroregion Svatojiřský potok                        | Zvoleněves                   | Kladno, Mělník                            | celkový rozvoj mikroregionu, ÚP, infrastruktura, životní prostředí, cestovní ruch                             |
| Mikroregion Třemšín                                  | Hvožďany                     | Příbram                                   | celkový rozvoj mikroregionu                                                                                   |
| Mikroregion Týnecko                                  | Týnec nad Sázavou            | Benešov                                   | celkový rozvoj mikroregionu                                                                                   |
| Mikroregion údolí Lidického potoka                   | Buštěhrad                    | Kladno, Praha-západ                       | celkový rozvoj mikroregionu, infrastruktura, životní prostředí, cestovní ruch                                 |
| Mikroregion Údolí Vltavy                             | Kralupy nad Vltavou          | Mělník, Praha-západ, Praha-východ         | zkvalitnění života v kraji, získávání peněz z EU                                                              |
| Mikroregion Zbraslavicko a sdružené obce             | Zbraslavice                  | Kutná Hora                                | koordinace území, inv.akce                                                                                    |
| Mikroregion Želivka                                  | Čechtice                     | Benešov                                   | celkový rozvoj mikroregionu, cestovní ruch                                                                    |
| Region Jenštejnského podhradí                        | Jenštejn                     | Praha-východ                              | celkový rozvoj mikroregionu, ÚP, životní prostředí, cestovní ruch                                             |
| Region Povodí Mratínského potoka                     | Měšice                       | Mělník, Praha-východ                      | celkový rozvoj mikroregionu, životní prostředí, cestovní ruch                                                 |
| Region Taxis Bohemia                                 | Loučeň                       | Mladá Boleslav, Nymburk                   | celkový rozvoj regionu                                                                                        |
| Rozvoj venkova                                       | Potěhy                       | Kutná Hora                                | celkový rozvoj mikroregionu                                                                                   |
| Sdružení obcí Kersko                                 | Třebestovice                 | Nymburk                                   | celkový rozvoj mikroregionu, ÚP, infrastruktura, životní prostředí, cestovní ruch                             |
| Sdružení obcí a měst mikroregionu Dolní Pojizeří     | Benátky nad Jizerou          | Mladá Boleslav, Nymburk                   | celkový rozvoj mikroregionu, životní prostředí, cestovní ruch                                                 |
| Sdružení obcí Kokořínska                             | Řepín                        | Mělník, Praha-východ                      | celkový rozvoj mikroregionu, cestovní ruch                                                                    |
| Sdružení obcí Kutnohorský venkov                     | Chlístovice                  | Kutná Hora                                | celkový rozvoj mikroregionu, ÚP, životní prostředí, cest.ruch                                                 |
| Sdružení obcí mikroregionu Balkán                    | Slabce                       | Rakovník                                  | celkový rozvoj mikroregionu                                                                                   |
| Sdružení obcí mikroregionu Novostrašecko             | Nové Strašecí                | Rakovník                                  | rozvoj mikroregionu, ÚP, životní prostředí, cestovní ruch                                                     |
| Sdružení obcí Neveklovska                            | Neveklov                     | Benešov                                   | celkový rozvoj mikroregionu, cestovní ruch                                                                    |
| Sdružení obcí Sedlčanska                             | Sedlčany                     | Příbram                                   | rozvoj mikroregionu, ŽP, cestovní ruch                                                                        |
| Sdružení obcí Uhlířskojanovicko a Středního posázaví | Uhlířské Janovice            | Kolín, Kutná Hora                         | investiční akce                                                                                               |
| Společenství obcí Čertovo břemeno                    | Sedlec-Prčice                | Benešov, Tábor, Příbram                   | rozvoj mikroregionu, ŽP, cestovní ruch, zaměstnanost, propagace regionu, kulturní a přírodní dědictví regionu |
| Střední Povltaví                                     | Štěchovice                   | Praha-západ                               | rozvoj mikroregionu, ÚP, životní prostředí, cestovní ruch                                                     |
| Svazek měst a obcí Rakovnicka                        | Rakovník                     | Rakovník                                  | celkový rozvoj mikroregionu                                                                                   |
| Svazek obcí Ladův kraj                               | Říčany                       | Praha-východ                              | cestovní ruch                                                                                                 |
| Svazek obcí Březnicko                                | Chrást                       | Příbram                                   | rozvoj mikroregionu, ÚP, životní prostředí, cestovní ruch                                                     |
| Svazek obcí Cecemínsko                               | Dřísy                        | Mělník, Praha-východ                      | rozvoj mikroregionu                                                                                           |
| Svazek obcí Cidlina                                  | Libice nad Cidlinou          | Kolín, Nymburk                            | celkový rozvoj mikroregionu, životní prostředí, cestovní ruch                                                 |
| Svazek obcí Dobříšska a Novoknínska                  | Dobříš                       | Příbram                                   | v rozsahu uvedeném v § 50 zákona č. 128/2000 Sb.                                                              |
| Svazek obcí Dolní Povltaví                           | Vojkovice                    | Mělník, Praha-východ, Praha-západ, Kladno | rozvoj mikroregionu, ÚP, životní prostředí,                                                                   |
| Svazek obcí kanalizace a vodovody Křivoklátské       | Rakovník                     | Rakovník                                  | celkový rozvoj regionu, kanalizace                                                                            |
| Svazek obcí Kostomlatska                             | Kostomlaty nad Labem         | Nymburk                                   | rozvoj mikroregionu                                                                                           |
| Svazek obcí mikroregionu Kněževes                    | Kněževes                     | Rakovník                                  | rozvoj mikroregionu, ÚP, životní prostředí, cestovní ruch                                                     |
| Svazek obcí mikroregionu Kolínské Zálabí             | Býchory                      | Kolín                                     | v rozsahu uvedeném v § 50 zákona č. 128/2000 Sb. o obcích                                                     |
| Svazek obcí mikroregionu Kouřimsko                   | Kouřim                       | Kolín                                     | celkový rozvoj mikroregionu, životní prostředí, cestovní ruch                                                 |
| Svazek obcí mikroregionu Pod Chlumem                 | Radovesnice I                | Kolín                                     | celkový rozvoj mikroregionu, ÚP, cestovní ruch                                                                |
| Svazek obcí mikroregionu Zásmucko                    | Ždánice                      | Kolín                                     | celkový rozvoj mikroregionu                                                                                   |
| Svazek obcí Mladoboleslavský venkov                  | Chotětov                     | Mladá Boleslav                            | celkový rozvoj mikroregionu                                                                                   |
| Svazek obcí Mníšecký region                          | Čisovice                     | Praha-západ                               | rozvoj mikroregionu, ÚP, životní prostředí                                                                    |
| Svazek obcí Pod Vysokou                              | Červené Pečky                | Kolín                                     | celkový rozvoj mikroregionu, životní prostředí, cestovní ruch                                                 |
| Svazek obcí Podbrdského regionu                      | Trhové Dušníky               | Příbram                                   | celkový rozvoj mikroregionu                                                                                   |
| Svazek obcí Poddžbánsko                              | Krupá                        | Rakovník                                  | celkový rozvoj území, cestovní ruch, ekologie atd.                                                            |
| Svazek obcí povodí Liběchovky                        | Liběchov                     | Mělník                                    | rozvoj mikroregionu, ÚP, životní prostředí, cestovní ruch                                                     |
| Svazek obcí region Jihozápad                         | Jinočany                     | Beroun, Praha-západ                       | rozvoj mikroregionu, ÚP, životní prostředí, cestovní ruch                                                     |
| Svazek obcí Střední Pojizeří                         | Klášter Hradiště nad Jizerou | Mladá Boleslav                            | rozvoj mikroregionu, cestovní ruch, životní prostředí                                                         |
| Svazek obcí Úvalsko                                  | Úvaly                        | Praha-východ                              | celkový rozvoj mikroregionu, ÚP, životní prostředí, cestovní ruch                                             |
| Svazek obcí Region Dolní Berounka                    | Dobřichovice                 | Beroun, Praha-západ                       | celkový rozvoj mikroregionu, ÚP, infrastruktura, životní prostředí, cestovní ruch                             |
| Tři údolí                                            | Chlístov                     | Benešov                                   | celkový rozvoj mikroregionu, cestovní ruch                                                                    |